# Fabio Castañeda
Pour les articles homonymes, voir Castañeda.
Castañeda  Monsalve est un nom espagnol. Le premier nom de famille, en général paternel, est Castañeda ; le second, en général maternel, souvent omis, est Monsalve.
Fabio Hernando Castañeda Monsalve, né le 8 mai 1984 à El Retiro, est un coureur cycliste colombien. Spécialisé en VTT cross-country, il a été médaillé d'or lors de compétitions continentales américaines à plusieurs reprises.
Le 29 mai 2019, il est suspendu à titre provisoire par l'Union cycliste internationale (UCI) en raison d'un résultat d'analyse anormal lors d'un contrôle antidopage.

## Palmarès

### Championnats panaméricains
- 2009
  -  Médaillé d'or du cross-country
- 2010
  -  Médaillé d'or du relais mixte
- 2012
  - 4e du cross-country
- 2013
  -  Médaillé d'or du cross-country
- 2014
  -  Médaillé d'or du relais mixte
  -  Médaillé d'argent du cross-country
- 2015
  -  Médaillé d'or du relais mixte
  - 5e du cross-country
- 2016
  -  Médaillé d'or du relais mixte
  - 5e du cross-country
- 2017
  - 6e du cross-country
- 2018
  - 11e du cross-country
- 2019
  -  Médaillé de bronze du cross-country

### Jeux sud-américains
- 2010
  -  Médaillé de bronze du cross-country
- 2014
  - 5e du cross-country
- 2018
  -  Médaillé d'or du cross-country
- 2022
  -  Médaillé de bronze du cross-country

### Jeux d'Amérique centrale et des Caraïbes
- 2014
  -  Médaillé d'argent du cross-country
- 2018
  -  Médaillé de bronze du cross-country

### Jeux bolivariens
- 2017
  -  Médaillé d'or du cross-country
- 2022
  -  Médaillé de bronze du cross-country

### Championnats de Colombie
- Champion de Colombie de cross-country : 2010, 2013, 2017, 2018, 2020, 2021 et 2022
- Champion de Colombie de cross-country eliminator : 2013